# Première guerre de Cent Ans
Cet article concerne le conflit entre Capétiens directs et Plantagenêts. Pour le conflit entre Valois et Plantagenêts, voir Guerre de Cent Ans.
Batailles
- Fréteval (1194)
- Gisors (1198)
- Châlus-Chabrol (1199)

- Mirebeau (1202) (en)
- Château-Gaillard (1203-1204)
- Rouen (1204)

- Damme (navale) (1213)
- Damme (terrestre) (1213)
- La Roche-aux-Moines (1214)
- Bouvines (1214)

- Lincoln (1217)
- Douvres (1217)
- Sandwich (1217)

- La Rochelle (1224)

- Taillebourg (1242)

La « première guerre de Cent Ans » est une série de conflits survenus au Moyen Âge central, au cours desquels la dynastie des Capétiens, souveraine du royaume de France, s'est opposée à la Maison Plantagenêt, à la tête du royaume d'Angleterre. Couvrant une période de 100 ans (1159 à 1259), ce conflit débute par une opposition entre Louis VII, roi des Francs, et Henri II, comte d'Anjou et du Maine, duc de Normandie et d'Aquitaine et roi d'Angleterre.
Les premières tensions remontent au milieu du XIIe siècle. Geoffroy Plantagenêt, comte d'Anjou, du Maine et de Touraine depuis 1129, acquiert la Normandie en 1144. Son fils Henri hérite à sa mort en 1151 de ses possessions et étend son domaine à l'Aquitaine par son mariage avec la duchesse Aliénor en 1152. Il obtient enfin l'Angleterre en 1154, consolidant dès lors son « empire Plantagenêt ». En 1159, Henri II entreprend d'étendre son territoire dans le Sud-Ouest de la France en annexant le comté de Toulouse qui comprend, entre autres, le Quercy. L'intervention de Louis VII en faveur du comte de Toulouse déclenche le conflit.
La querelle permanente entre les deux dynasties et les nombreuses guerres qu'elle a entraînées correspond aussi à la lente conquête par les Capétiens de leur royaume. En effet, le pouvoir réel du roi de France est encore peu étendu, alors même que la suzeraineté de cette dynastie s'étend bien au-delà du domaine royal d'Île-de-France. En outre, au XIIe siècle, le territoire du royaume de France est délimité par quatre fleuves (le Rhône, la Saône, la Meuse et l’Escaut). À l'issue du traité de Paris naissent de nouvelles tentatives des Plantagenêt de reprendre ce qu'ils considèrent être leurs droits légitimes dans l'ouest de la France. La guerre de Cent Ans, qui s'est déroulée de 1337 à 1453, puise ses origines dans ses désaccords.

## Nature dynastique du conflit
Plutôt qu'un conflit national entre la France et l'Angleterre, il s'agit d'un conflit féodal entre deux dynasties françaises. Les Plantagenêts sont issus de la maison de Gâtinais-Anjou, dont les membres constituèrent le territoire qu'obtint Henri II à la mort de son père en 1151. Durant le conflit, les nobles qui composent l'armée anglaise sont essentiellement d'origine française. Les troupes d'infanterie (fantassins) anglaises sont essentiellement recrutées localement en France (Anjou, Guyenne, Normandie, Bretagne, etc.). Les possessions continentales des souverains Plantagenêt sont alors plus importantes que leurs possessions insulaires, et bien plus étendues au début du conflit que les possessions directes du roi de France, même si celui-ci est le suzerain du roi d'Angleterre pour la plus grande partie des possessions qu'il détient sur le continent. La langue parlée par les deux belligérants est le français de l'époque. On trouve encore de nos jours sur les blasons et armoiries de la monarchie anglaise les expressions Honi soit qui mal y pense et Dieu et mon droit ; de nos jours également, l'assentiment royal, qui au Royaume-Uni est un préalable nécessaire à la promulgation des lois, se donne en langue d'oïl. Enfin, les rois d'Angleterre prendront le plus souvent des conjointes en France, du XIe au XVe siècle, ce qui perpétuera la présence de souverains d'ascendance « française » en Grande-Bretagne. A contrario, certains rois de France iront chercher leurs épouses jusqu'en Europe orientale (Anne de Kiev) ou nordique (Ingeburge de Danemark).

## La politique expansionniste d'HenriII
Henri est associé au gouvernement de la Normandie par son père Geoffroy Plantagenêt en 1150. À sa mort en 1151, Henri devient comte d'Anjou, du Maine, de Touraine et duc de Normandie.
Le 18 mai 1152, il devient duc d'Aquitaine par mariage en épousant Aliénor d'Aquitaine à Poitiers après le constat de nullité du mariage de celle-ci avec le roi de France Louis VII le Jeune au concile de Beaugency. Plusieurs enfants naîtront de ce mariage, dont les rois Richard et Jean.
Le 6 novembre 1153, par le traité de Wallingford, il est reconnu comme successeur du roi Étienne d'Angleterre, issu de la maison thibaldienne, éternelle rivale des Plantagenêts, descendante de Guillaume le Conquérant mais également alliée des Capétiens, qui avait alors régné sur l'Angleterre pendant presque 20 ans. Quand ce dernier meurt le 25 octobre 1154, Henri accède au trône d'Angleterre sous le nom d'Henri II. Le 19 décembre suivant, il est couronné à l'abbaye de Westminster.
Il introduit quelques réformes religieuses et législatives. En 1155, il nomme Thomas Becket chancelier d'Angleterre sur les conseils de l'archevêque de Cantorbéry, Thibaut du Bec.
Entre 1156 et 1158, il soumet la vicomté de Thouars en dépit de son vicomte Geoffroy IV, maîtrisant ainsi les communications entre le Nord-Ouest et le Sud-Ouest de la France.
En 1159, il assiège Toulouse avec l'aide de Raimond-Bérenger IV, comte de Barcelone. Louis VII vient alors au secours de son beau-frère Raymond V, comte de Toulouse, poussant Henri II à se retirer en annexant néanmoins une partie du Quercy et Cahors.
Deux affaires vont considérablement ternir son règne :
- le conflit avec son ancien chancelier Thomas Becket. Ce dernier s'oppose à l'abolition de privilèges ecclésiastiques, notamment judiciaires, et à l'emprise plus importante du roi sur l'Église d'Angleterre. L'assassinat de l'archevêque, dans sa cathédrale de Canterbury, en 1170, par des chevaliers pensant ainsi faire plaisir au roi, entame grandement l'autorité royale ;
- le partage de son considérable territoire entre ses fils. Impatients d'hériter, ses fils se révoltent contre lui avec l'aide de leur mère, du roi de France, du roi d'Écosse Guillaume le Lion et des comtes de Blois, de Boulogne et de Flandre. Il emprisonne Guillaume le Lion après sa défaite en 1174 à la bataille d'Alnwick. Son épouse sera également soumise à une longue captivité.

Son prestige devient considérable en Europe. Le nouveau roi de France, Philippe Auguste, est en revanche bien décidé à combattre Henri II dont l'immense territoire menace le royaume capétien. Le roi de France obtient dans son combat l'appui des deux fils d'Henri II, Richard Cœur de Lion et Jean sans Terre. Par le traité d'Azay-le-Rideau du 4 juillet 1189, Henri II doit reconnaître son fils Richard comme seul héritier. Il meurt seul, quelques jours plus tard, dans son château de Chinon. Il est inhumé à l'abbaye de Fontevrault.

## Les manœuvres de Philippe Auguste

Situation du royaume en 1180, à l'avènement de Philippe Auguste.

Lorsque Philippe Auguste accède au trône en 1180, il n'est que le roi d'un domaine comparable à l'Île-de-France d'aujourd'hui et se trouve confronté à un empire Plantagenêt plus puissant que jamais. Après avoir affermi sa position au sein de son propre royaume, il commence à jouer la carte des fils d'Henri II, soutenant leurs révoltes et se liant d'amitié avec Richard Cœur de Lion. Après une période de combat de 2 ans (1186-88), une trêve de statu quo est signée. La mort d'Henri II en 1189 et l'appel à la troisième croisade mettent un terme à cette première période.
De retour de croisade en décembre 1191, Philippe Auguste encourage alors la révolte de Jean sans Terre contre son frère Richard et profite de l'absence de ce dernier pour négocier un traité très avantageux pour la France. Espérant récupérer la couronne anglaise grâce au soutien du roi de France, Jean sans Terre lui prête hommage en 1193. Puis, alors que Philippe Auguste attaque les possessions des Plantagenêts, Jean cède au roi de France le Vexin normand, ainsi que Gaillon, Le Vaudreuil, Verneuil et Évreux, par un accord écrit, en janvier 1194. Par sa finesse diplomatique et militaire, Philippe tient son rival en respect.

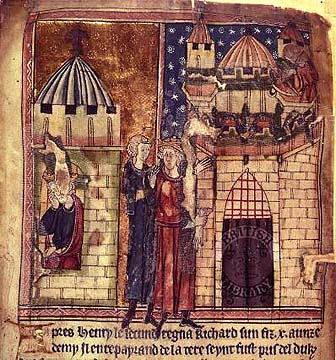
Richard Cœur de Lion prisonnier (à gauche) et mortellement blessé (à droite). (Effigies Regum Angliæ, XIVe siècle).

Richard Cœur de Lion poursuit la croisade après le départ de Philippe : il reprend les principaux ports palestiniens, jusqu'à Jaffa, et rétablit le royaume latin de Jérusalem, bien que la ville proprement dite lui échappe. Il négocie finalement une trêve de cinq ans avec Saladin et rembarque au mois d'octobre 1192. Les tempêtes d'hiver le surprennent. Échoué à Corfou, il est capturé par le duc d'Autriche Léopold V, qui le remet entre les mains de l'empereur germanique Henri VI, son ennemi. Pour la libération de Richard, l'empereur demande une rançon de cent mille marcs d'argent, plus cinquante mille marcs pour l'aider à conquérir la Sicile.
Richard est finalement libéré le 2 février 1194. Sa mère, Aliénor d'Aquitaine, a payé les deux tiers de la rançon demandée, soit cent mille marcs d'argent, le solde devant être versé plus tard. Sa réaction est immédiate. Il fait reculer Philippe qui doit renoncer à l'essentiel de ses récentes conquêtes dans un premier traité en janvier 1196. Puis les combats reprennent, toujours à l'avantage de Richard qui envahit le Vexin (1197-98). Les deux rois cherchent des soutiens, tandis que le nouveau pape Innocent III, qui souhaite mettre sur pied une nouvelle croisade, les pousse à négocier. La situation se règle brusquement. Lors du siège du château de Châlus (Limousin) en 1199, Richard est frappé par un carreau d'arbalète. Il succombe à sa blessure quelques jours plus tard, le 6 avril, à 41 ans et au faîte de sa gloire.

## Jeansans Terreface à Philippe Auguste
Jean sans Terre succède à Richard. La succession ne va pas de soi : face à Jean sans Terre, le jeune Arthur de Bretagne (12 ans), fils de son frère aîné Geoffroy mort en 1186, est un prétendant sérieux. Philippe Auguste profite de cette rivalité et, comme il avait pris position pour Jean contre Richard, il prend cette fois position pour Arthur contre Jean. Il reçoit l'hommage du duc de Bretagne au printemps 1199 pour les comtés d’Anjou, du Maine et de Touraine. Ceci lui permet de négocier en position de force avec Jean sans Terre et le traité du Goulet, en mai 1200, est favorable à Philippe Auguste. Le traité est scellé par le mariage entre Louis de France et Blanche de Castille, nièce de Jean.
Les hostilités ne cessent pas vraiment, et se concentrent désormais en Aquitaine. Philippe se rapproche donc d'une part d'Arthur, et convoque Jean, son vassal au titre du traité du Goulet, pour ses actions en Aquitaine et à Tours. Jean ne se présente naturellement pas, et la cour de France prononce la confiscation de ses fiefs.

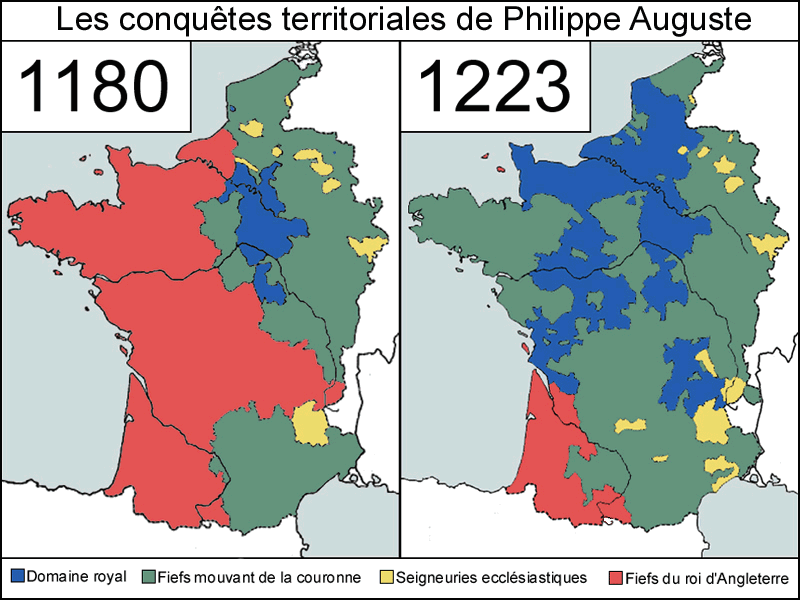
L'évolution du territoire français sous le règne de Philippe Auguste, entre son accession au trône en 1180 et son décès en 1223.

La suite se joue sur le terrain militaire. Philippe part dès le printemps 1202 à l'assaut de la Normandie tandis qu'Arthur s'attaque au Poitou. Mais le jeune duc est surpris par Jean sans Terre lors du siège de Mirebeau, et fait prisonnier avec ses troupes. Arthur de Bretagne disparaît dans les mois qui suivent, probablement assassiné début 1203. Philippe s'assure alors le soutien des vassaux d'Arthur et reprend son action en Normandie au printemps 1203. Il démantèle le système des châteaux normands, prend Le Vaudreuil, et entame le siège de Château-Gaillard en septembre 1203. De son côté, Jean fait l'erreur de quitter la Normandie pour rentrer en Angleterre, en décembre 1203. Château-Gaillard tombe le 6 mars 1204.
Philippe Auguste peut alors envahir l'ensemble de la Normandie : Falaise, Caen, Bayeux, puis Rouen qui capitule le 24 juin 1204 en constatant que le secours de Jean sans Terre n'arrive pas. Verneuil et Arques tombent immédiatement après et parachèvent le succès de Philippe, qui conquiert la Normandie au terme de deux années de campagne. Pour consolider sa nouvelle conquête, Philippe Auguste construit le château de Rouen, imposante forteresse de style philippien et lieu du pouvoir capétien en Normandie.
Philippe se tourne alors vers la vallée de la Loire, il prend d'abord Poitiers en août 1204, puis Loches et Chinon en 1205. Jean et Philippe conviennent finalement d'une trêve à Thouars, à compter du 13 octobre 1206. Pour Philippe Auguste, il va désormais falloir stabiliser ces conquêtes rapides. Dès 1204, le roi publie une ordonnance imposant en Normandie l'usage du denier tournois en lieu et place de l'angevin.

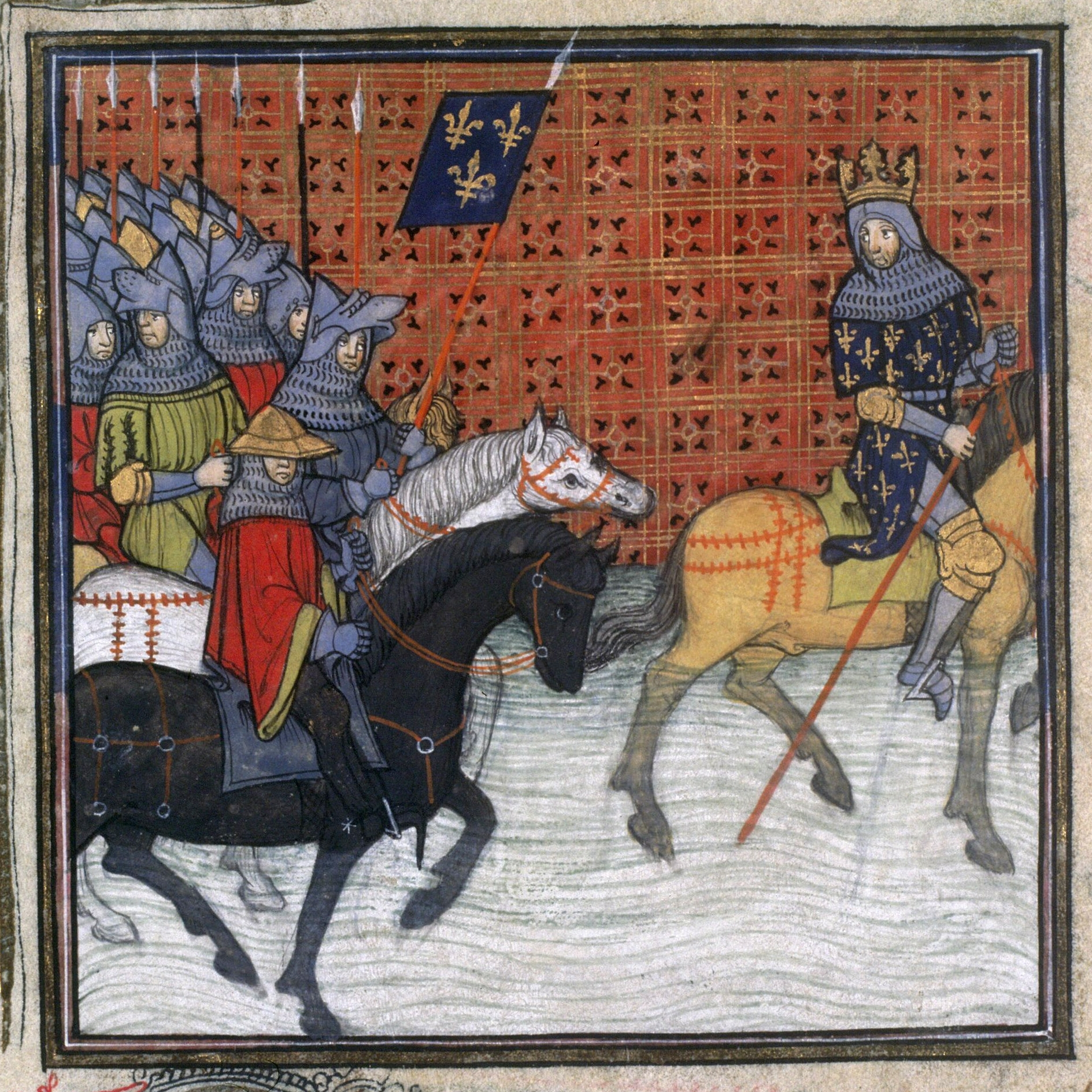
Philippe II traversant la Loire (Grandes Chroniques de France,).

Toute la période comprise entre 1206 et 1212 est caractérisée par la volonté, de la part de Philippe Auguste, de consolider ses conquêtes territoriales. La domination capétienne est acceptée en Champagne, en Bretagne mais l'Auvergne, le comté de Boulogne et la Flandre restent réticents. La population auvergnate prend mal cette annexion et de nombreux scribes auvergnats partisans de Guy II vont réaliser des sirventès vengeurs. Parmi ces pamphlets contre le roi de France et ses vassaux ayant mené la guerre contre Guy se retrouvent ceux du XIIIe siècle cités dans le roman Flamenca.
Renaud de Dammartin, comte de Boulogne, constitue une première source de préoccupation. Malgré les attentions de Philippe Auguste, qui marie notamment en 1210 son fils Philippe Hurepel à Mathilde, fille de Renaud, ce dernier négocie avec le camp ennemi, et les soupçons de Philippe prennent corps lorsque le comte entreprend de fortifier Mortain, en Normandie occidentale. En 1211, Philippe passe à l'offensive : il prend Mortain, Aumale et Dammartin. Renaud s'enfuit auprès de Thiébaut Ier, comte de Bar, et ne constitue plus un danger immédiat.
En Flandre s'ouvre une période d'incertitude : Baudouin, comte de Flandre et de Hainaut, participe à la quatrième croisade à partir de l'été 1202, puis à la prise de Constantinople et est élu empereur du nouvel empire latin fondé en mai 1204. Mais, fait prisonnier par les Bulgares en 1205, il est tué peu après. Philippe, frère de Baudouin et comte de Namur, qui assure la régence en Flandre, jure finalement fidélité à Philippe Auguste, contre l'avis de ses conseillers. Le roi, pour stabiliser le comté, marie la fille ainée de Baudouin, Jeanne, à Ferrand de Portugal en 1211. Philippe Auguste pense alors qu'il peut compter sur son vassal.

## La réussite de Philippe Auguste

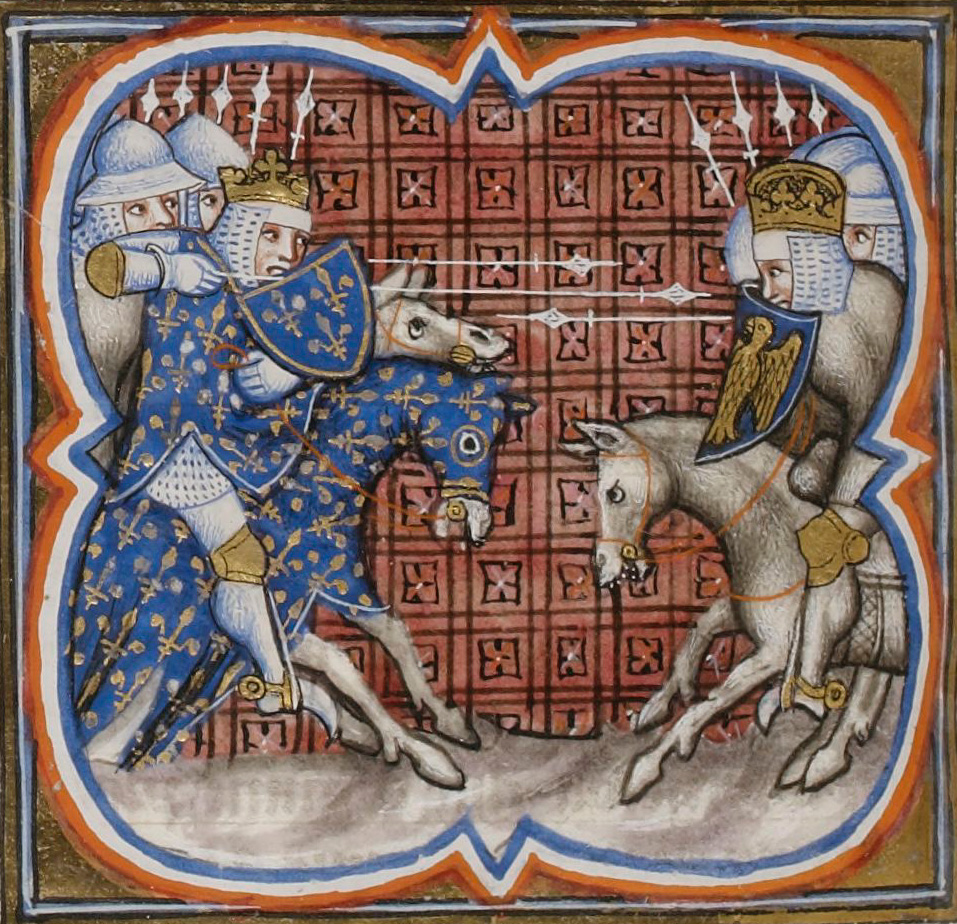
Bataille de Bouvines : Philippe II face à Otton IV (Grandes Chroniques de France, XIVe siècle).

L'incroyable réussite de Philippe Auguste amène bientôt ses rivaux à s'unir. L'opposition se cristallise en 1212. On y compte naturellement le roi d'Angleterre Jean sans Terre et l'empereur germanique Otton IV. Renaud de Dammartin est le véritable artisan de la coalition, lui qui n'a plus rien à perdre se rend à Francfort pour trouver l'appui d'Otton, puis en Angleterre où il fait hommage à Jean, qui le rétablit officiellement dans ses possessions anglaises. Les hostilités entre Philippe et Jean reprennent immédiatement.
À la même époque, les premières opérations de la croisade contre les albigeois, menée par des barons, voient se quereller le comte de Toulouse et les croisés. Philippe Auguste remet cette question à plus tard et se concentre sur le danger anglais. Il réunit ses barons à Soissons le 8 avril 1213, charge son fils Louis de conduire l'expédition contre l'Angleterre et obtient le soutien de tous ses vassaux sauf un, Ferrand, le comte de Flandre qu'il a lui-même installé deux ans plus tôt. Philippe cherche alors de nouveaux soutiens, notamment auprès d'Henri de Brabant. Après une période d'hésitation, le pape Innocent III choisit en revanche de soutenir Jean, un soutien certes moral mais non négligeable. Les préparatifs du conflit se prolongent : le projet initial de Philippe, qui souhaite envahir l'Angleterre, prend littéralement l'eau lorsque sa flotte est assaillie par la coalition ennemie à Damme, en mai 1213. Les mois suivants voient Philippe et Louis s'acharner contre les comtés de Boulogne et de Flandre. Les villes du nord sont presque toutes ravagées.
En février 1214, Jean débarque enfin sur le continent, à La Rochelle, espérant prendre Philippe à revers. Une stratégie qui fonctionne d'abord, puisque Jean gagne des partisans parmi les barons du Limousin et dans le Poitou. En mai 1214, il remonte jusqu'à la vallée de la Loire et prend Angers. Philippe, toujours engagé en Flandre, confie alors à son fils Louis la riposte contre Jean. Le jeune prince se tourne immédiatement vers la forteresse de la Roche-aux-Moines. À son approche, Jean est pris de panique : le soutien des barons poitevins vacille, tandis qu'on annonce que Louis est accompagné de 800 chevaliers. Le roi d'Angleterre fuit le 2 juillet, la déroute anglaise est totale. Mais la coalition n'a pas encore perdu : c'est au nord que tout doit se jouer.

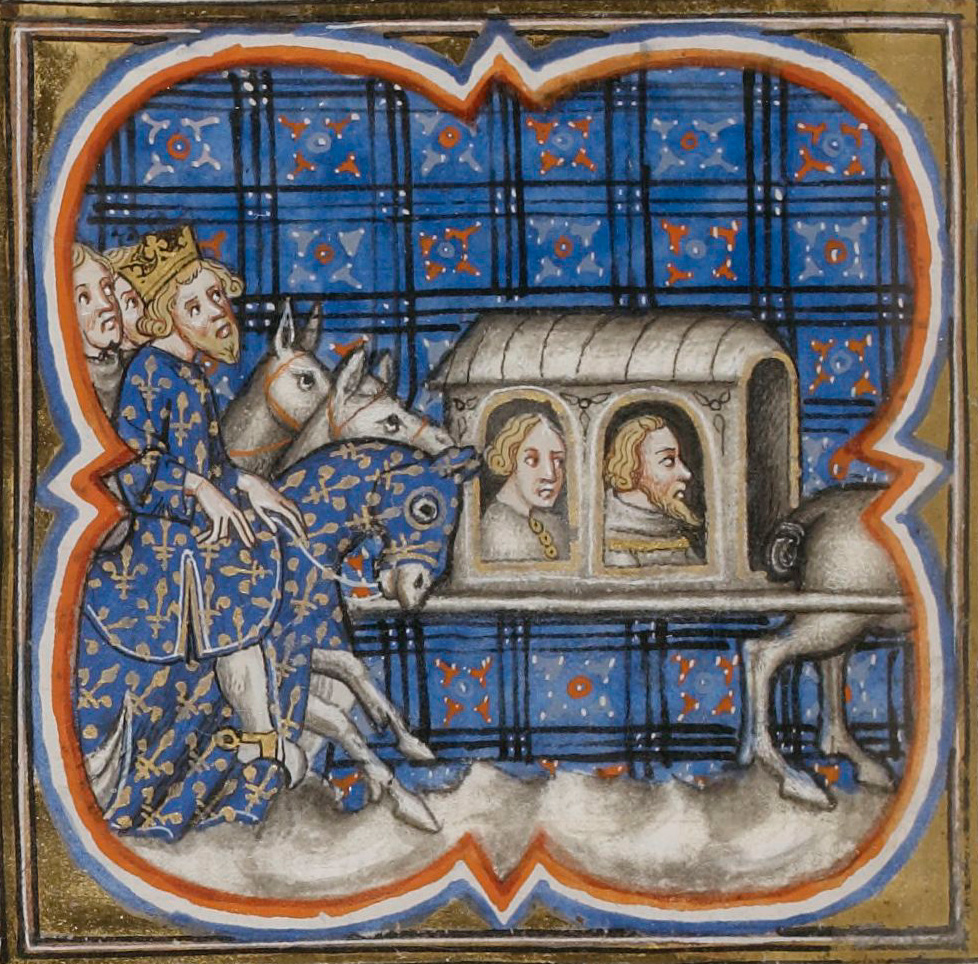
Bataille de Bouvines : Philippe II ramène Ferrand et Renaud, faits prisonniers (Grandes Chroniques de France, XIVe siècle).

L'affrontement final entre les armées de Philippe et la coalition, conduite par Otton, est désormais inévitable, après plusieurs semaines d'approche et d'évitement. Le dimanche 27 juillet 1214, l'armée de Philippe, poursuivie par la coalition, arrive à Bouvines pour traverser le pont sur la Marque. En ce dimanche, l'interdiction de combattre est absolue pour les chrétiens, mais Otton décide de passer à l'offensive, espérant surprendre l'ennemi alors qu'il traverse le pont. L'armée de Philippe est bien surprise par l'arrière, mais celui-ci organise rapidement la riposte avant que les troupes ne s'engagent sur le pont. Celles-ci se retournent rapidement contre la coalition. L'aile droite française s'engage contre les chevaliers flamands, conduits par Ferrand. Puis, au centre, Philippe et Otton se font face. Dans la mêlée de cavalerie, Philippe est désarçonné, il chute, mais ses chevaliers le protègent, lui offrent un cheval frais, et le roi reprend l'assaut, jusqu'à pousser Otton à battre en retraite. Enfin, sur l'aile gauche, les partisans de Philippe viennent à bout de Renaud de Dammartin, capturé après une longue résistance. Le sort vient de basculer en faveur de Philippe, malgré l'infériorité numérique de ses troupes (1 300 chevaliers et 4 000 à 6 000 sergents à pied, contre 1 300 à 1 500 chevaliers et 7 500 sergents à pied pour la coalition). La victoire est totale : l'empereur est en fuite et les hommes de Philippe ont fait de nombreux prisonniers, parmi lesquels les comtes Renaud de Dammartin et Ferrand de Flandre.
La coalition est dissoute dans la défaite. Le 18 septembre 1214, à Chinon, Philippe signe une trêve de statu quo pour cinq ans avec Jean qui continue de harceler ses positions au sud. Le roi anglais retourne en Angleterre en 1214. Par ce traité de Chinon, Jean sans Terre abandonne toutes ses possessions au nord de la Loire : le Berry et la Touraine, avec le Maine et l'Anjou retournent dans le domaine royal, qui couvre désormais le tiers de la France et, singulièrement agrandi, se trouve libéré de toute menace.

## L'expédition anglaise de Louisle Lion
La victoire est totale sur le continent, et les ambitions françaises ne s'arrêtent pas là. En effet, Philippe Auguste souhaite aller plus loin contre Jean sans Terre. Il fait ainsi valoir que Jean doit être privé du trône, rappelant sa trahison envers Richard en 1194, et le meurtre de son neveu Arthur. Faisant valoir une interprétation d'ailleurs contestable de la généalogie de son épouse Blanche de Castille, Louis, à la demande de barons anglais en rébellion, conduit une expédition pour tenter de conquérir l'Angleterre. Le débarquement a lieu en mai 1216 et Louis, à la tête de troupes nombreuses (1 200 chevaliers et de nombreux rebelles anglais. En effet, quelque 40 des 200 baronnies en Angleterre se rebellent contre Jean sans Terre à la suite de son refus d'appliquer la Magna Carta), conquiert une grande partie du royaume anglais. Il arrive à Londres aux mains des rebelles le 2 juin 1216. Le jour même, à la cathédrale Saint-Paul de Londres, il se fait proclamer roi d'Angleterre sous le nom de Louis Ier,,, (mais pas couronner car il n'y a pas d’archevêque disponible pour effectuer l'onction) devant les barons qui lui jurent fidélité, Alexandre II d'Écosse et les bourgeois de Londres.
Il s'agit de la seule invasion armée qui ait eu lieu en Angleterre depuis Guillaume le Conquérant 150 ans auparavant. Seuls Windsor, Lincoln et Douvres résistent. Mais malgré l'accueil chaleureux réservé à Louis par une majorité d'évêques anglais, le soutien du pape à Jean demeure ferme, et Louis est excommunié. Finalement, Jean meurt subitement d'une grave indigestion, le 19 octobre 1216. Son décès change la donne : les barons rebelles n'ont plus de raison de soutenir un prince aussi énergique que Louis qui assiégeait alors Douvres, et ils rallient le fils de Jean, le jeune Henri III, alors âgé de 9 ans.
Louis continue la guerre, mais il est battu sur mer à la bataille de Douvres début 1217, puis sur terre à Lincoln le 20 mai 1217, puis à nouveau sur mer le 24 août à la bataille de Sandwich, qui voit l'anéantissement des renforts que lui envoyait son épouse Blanche de Castille.
Le 11 septembre 1217, bloqué à Londres, Louis signe le traité de Lambeth, par lequel il renonce à ses prétentions sur le trône anglais contre une importante somme, soit 10 000 marcs, et obtient l'amnistie ainsi que la levée de l'excommunication de ses partisans. Finalement, les Français avaient réussi à tenir la Manche pendant quinze mois (de mai 1216 à août 1217) en réussissant à faire passer 7 000 combattants en Angleterre.
L'attitude de Philippe Auguste quant à cette expédition est ambiguë. En tout cas, le roi ne la soutient pas officiellement. Mais il est peu vraisemblable d'imaginer qu'il n'ait pas donné son assentiment à celle-ci, du moins à titre privé.
Après Bouvines, les opérations militaires se déroulent en Angleterre ou dans le Midi de la France. Le domaine royal, et plus largement l'ensemble du Nord de la Loire, reste en paix, selon les termes de la trêve conclue à Chinon en 1215, originellement pour cinq ans, et prolongée en 1220 avec la garantie de Louis, une association qui marque le début de la transition de Philippe à son fils et héritier.
Si les conquêtes par les armes cessent, Philippe étend néanmoins son influence en profitant des cas de successions problématiques. C'est le cas en Champagne lors de l'accession de Thibaut IV, qui lui permet d'asseoir sa suzeraineté. C'est le cas surtout lorsque le roi récupère certaines terres comme Issoudun, Bully, Alençon, Clermont-en-Beauvaisis, ainsi que le Ponthieu.
La prospérité du royaume à la fin du règne de Philippe Auguste est un fait établi. On estime ainsi l'excédent annuel du Trésor à 25 210 livres en novembre 1221. À cette même date, le Trésor a dans ses caisses 157 036 livres, soit plus de 80 % du revenu annuel ordinaire global de la monarchie. Le testament de Philippe Auguste, rédigé en septembre 1222, confirme ces chiffres, puisque la somme de ses legs s'élève à 790 000 livres parisis, soit près de quatre ans de revenus. Ce testament est rédigé alors que l'état de santé de Philippe fait craindre la mort. Celle-ci ne surviendra finalement que dix mois plus tard.
Alors qu'il se trouve à Pacy, Philippe décide d'assister à la réunion ecclésiastique organisée à Paris pour la préparation de nouvelles croisades, contre l'avis de ses médecins. Il ne survit pas à la fatigue du voyage et meurt le 14 juillet 1223, à Mantes. Son corps est amené à Paris, et ses funérailles sont rapidement organisées, à Saint-Denis, en présence des grands du royaume. Pour la première fois, le corps du roi de France revêtu de tous les regalia est exposé à la vénération du peuple avant sa sépulture dans un rite solennel inspiré de celui des rois d'Angleterre.

## Les conquêtes de LouisVIII

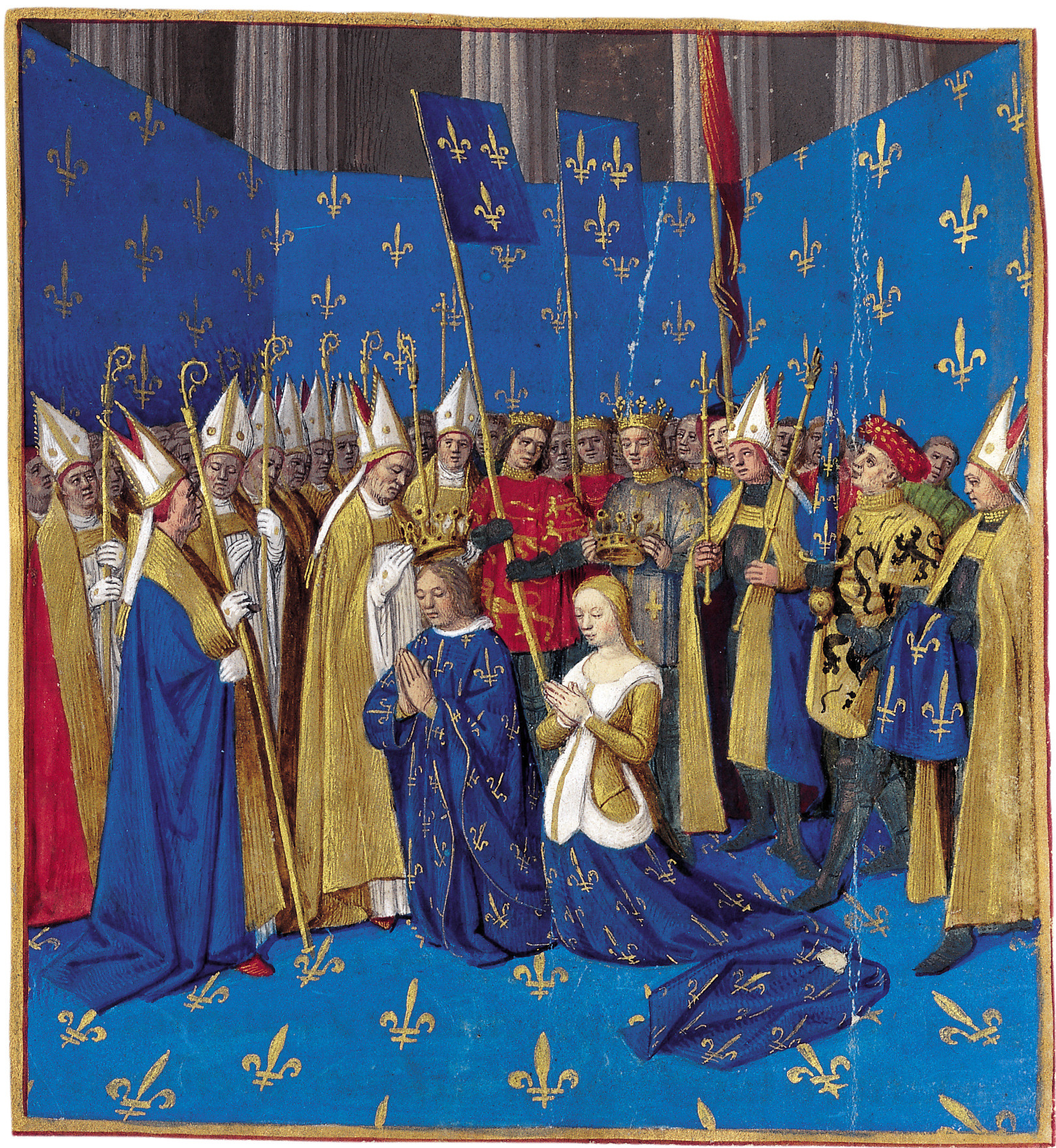
Couronnement de Louis et Blanche de Castille.
(Grandes Chroniques de France, XVe siècle).

Surnommé « le Lion » en référence à Richard Cœur de Lion, c'est pendant le règne de son père que Louis avait obtenu sa renommée en remportant sur Jean sans Terre la victoire de La Roche-aux Moines en 1214. Lors de son expédition outre-Manche, Louis VIII, battu à Lincoln en mai 1217, doit renoncer à ses prétentions sur le trône d'Angleterre par le traité de Lambeth signé le 11 septembre 1217 tout en obtenant en contrepartie une forte somme d'argent.
Louis VIII prétexte par la suite que la cour d’Angleterre n’avait toujours pas exécuté toutes les conditions du traité de 1217. Profitant de la minorité d'Henri III, il décide de s’emparer des dernières possessions anglaises en France.
Au cours d'une campagne rapide, Louis VIII s'empare de la majorité des terres de l'Aquitaine : les villes du Poitou, de la Saintonge, du Périgord, de l'Angoumois et d'une partie du Bordelais tombent les unes après les autres. Henri III ne possède dès lors en France plus que Bordeaux et la Gascogne qui ne furent pas attaquées. Les îles Anglo-Normandes restent également sous sa souveraineté.

## Le règne de Saint-Louis

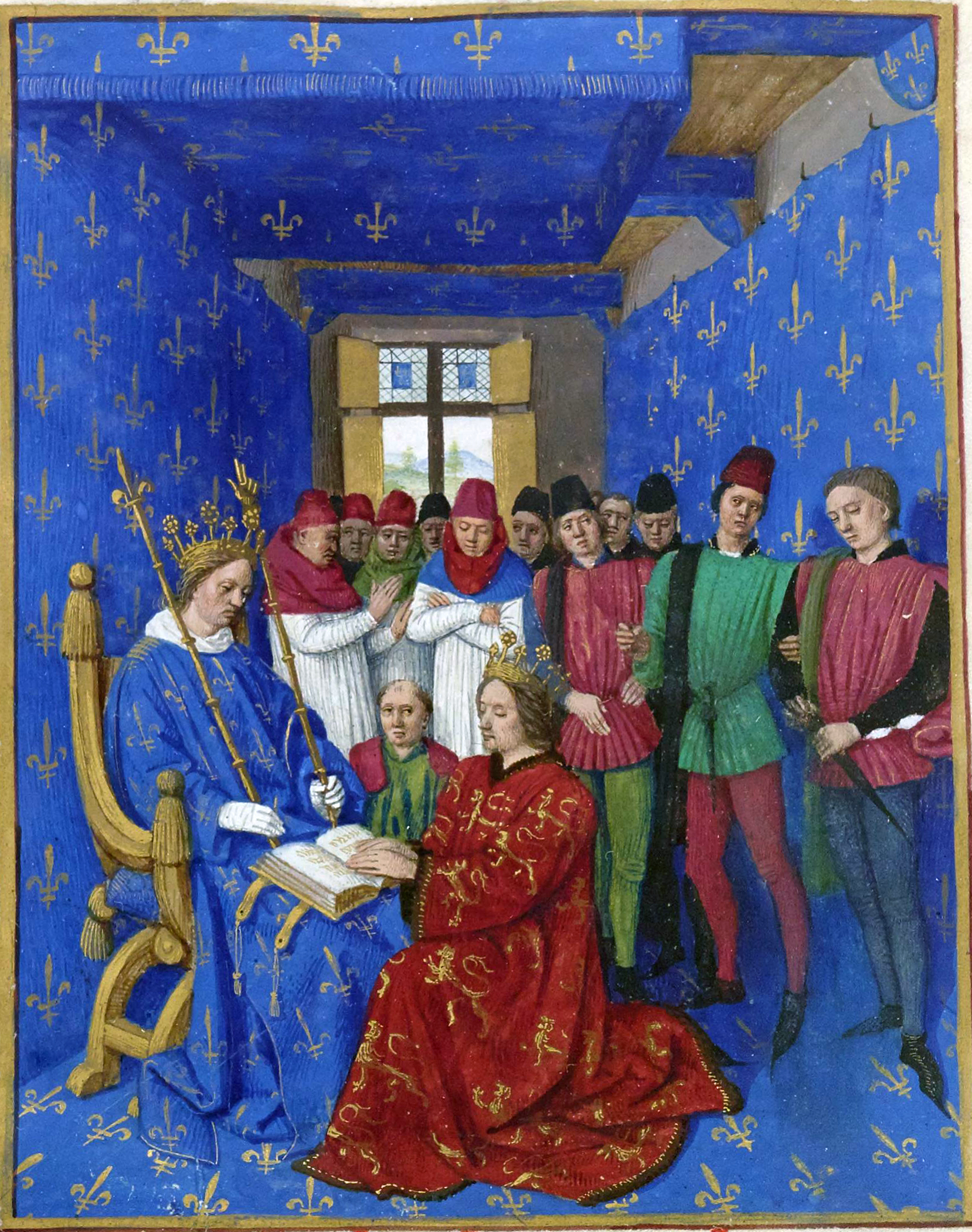
Le 5 juin 1286, Édouard Ier, roi d'Angleterre, rend hommage à Philippe le Bel.
(Grandes Chroniques de France, XVe siècle).

En 1230, le roi d'Angleterre Henri III mène une expédition en France pour reconquérir l'héritage Plantagenêt mais est repoussé et obligé de rembarquer pour son royaume l'année suivante. En 1242, il est à nouveau en guerre avec le roi de France Louis IX, canonisé sous le nom de Saint-Louis. Il est une nouvelle fois vaincu, à la bataille de Taillebourg.
Le 28 mai 1258, Henri III signe avec Saint-Louis le traité de Paris, qui est ratifié le 4 décembre 1259 avec l'hommage de Henri III à Louis IX. Saint-Louis confirme à Henri III la suzeraineté sur le Limousin, le Périgord, la Guyenne, le Quercy, l'Agenais et la Saintonge au sud de la Charente, qui étaient possessions anglaises en 1258. Mais le roi d'Angleterre s'engage, pour ces possessions, à rendre au roi de France l'hommage féodal dû au suzerain. Le roi de France conserve par ailleurs la Normandie et les pays de la Loire (Touraine, Anjou, Poitou et Maine). Ces riches provinces ont été confisquées par son aïeul Philippe Auguste au père de Henri III, le roi Jean sans Terre. Le traité met fin au conflit centenaire entre Capétiens et Plantagenêts.
Suivirent au traité plusieurs années de négociations entre Philippe le Hardi et Édouard Ier d’Angleterre qui aboutirent au traité d'Amiens en 1279, qui donna satisfaction aux revendications anglaises sur l'Agenais, mais le Quercy est soumis à une enquête. Finalement, le Quercy reste au roi de France Philippe le Bel en 1286 contre une rente. Le conflit entre le roi de France et le roi d'Angleterre reprend en 1294 à la suite d'incidents maritimes entre marins Normands et Bayonnais, le 15 mai 1293. Le roi de France occupe le duché de Guyenne. Les combats s'arrêtent après la trêve de Vive-Saint-Bavon signée le 9 octobre 1297. Les négociateurs anglais demandèrent l'avis du pape Boniface VIII, qui rendit une sentence arbitrale le 30 juin 1298.
La « première guerre de Cent Ans » s'achève définitivement avec le traité de Montreuil-sur-Mer, ratifié le 19 juin 1299 par Philippe le Bel et Édouard Ier d’Angleterre, qui prévoit le mariage d'Isabelle, fille de Philippe IV, avec Édouard, fils d'Édouard Ier. Le 20 mai 1303, la France et l'Angleterre signent le traité de Paris qui confirme les dispositions arrêtées dans le traité de Montreuil, et instaure une trêve entre les belligérants à la suite de la guerre de Guyenne.
Édouard III, le fils d'Isabelle et Édouard II d'Angleterre, a utilisé sa position de petit-fils de Philippe le Bel pour prétendre au royaume de France. C'est donc le fruit du mariage précédent qui scella la fin de la « première guerre de Cent Ans » et qui fut l'un des casus belli employés pour déclarer la « seconde guerre de Cent Ans ».